# 张乃璜

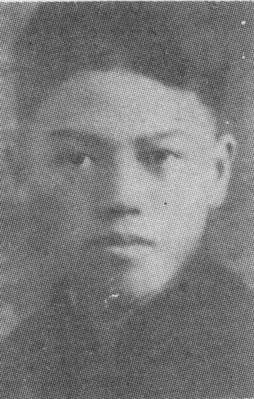

张乃璜（1914年—1938年），上海市嘉定区马陆镇人。1937年“七·七”事变后，前往延安，进入抗日军政大学学习，期间加入了中国共产党。后被派往出晋、察，冀抗日根据地，参加抗日战争，担任八路军平绥游击大队大队长。1938年在掩护抗日军政大学师生穿越平汉铁路时，与驻地日军遭遇，在激烈战斗中身负重伤牺牲。